# WIYN (小惑星)
WIYN (4299 WIYN) は小惑星帯に位置する小惑星。インディアナ小惑星計画 (Indiana Asteroid Program) によりゲーテ・リンク天文台で発見された。
小惑星名の由来となったWIYNはキットピーク国立天文台にある望遠鏡で、運用するウィスコンシン大学、インディアナ大学、イェール大学、国立光学天文台の頭文字をつなげて名付けられている (University of Wisconsin, Indiana University, Yale University, National Optical Astronomy Observatories)。